# Шербешть (Ясси)
Шербешть, Шербешті (рум. Șerbești) — село у повіті Ясси в Румунії. Входить до складу комуни Чортешть.
Село розташоване на відстані 303 км на північний схід від Бухареста, 36 км на південний схід від Ясс.

## Населення
За даними перепису населення 2002 року у селі проживали 920 осіб, усі — румуни. Усі жителі села рідною мовою назвали румунську.